# Joseph Joos
Joseph Joos (Wintzenheim, 13 de noviembre de 1878-San Galo, 11 de marzo de 1965) fue un político y periodista alemán.

## Biografía
Nacido en Wintzenheim el 13 de noviembre de 1878, cuando el territorio de Alsacia y Lorena formaba parte del imperio alemán, antes de la Primera Guerra Mundial comenzaría a trabajar como periodista Westdeutsche Arbeiter-Zeitung, una publicación obrera para católicos, y acabó sucediendo a Johannes Giesbert como redactor jefe. No llegaría sin embargo a pertenecer formalmente a ningún sindicato.
Tras la abdicación de Guillermo II, pasó a apoyar a la República de Weimar, y fue miembro de la Asamblea Nacional de Weimar entre 1919 y 1920 y del Reichstag entre 1920 y 1933 por el Zentrum, partido del que fue vicepresidente entre 1928 y 1933. Perteneciente al ala izquierdista de la formación, durante este período acabaría experimentando sin embargo una deriva a posiciones más conservadoras, desarrollando un creciente desprecio hacia socialdemócratas y liberales.
Se mostró inicialmente dentro de la minoría  del Zentrum en contra de apoyar la aprobación de la Ley Habilitante de 1933; que sin embargo fue votada de manera unánime a favor por los centristas en el parlamento en marzo de 1933.
Despojado de la ciudadanía alemana en 1938 por los nazis, estuvo internado en el campo de concentración de Dachau entre 1941 y 1945.
Falleció el 11 de marzo de 1965 en la ciudad suiza de San Galo.